# Dariusz Sańko
Dariusz Sańko (ur. 17 października 1969 w Sokółce, zm. luty 2006 w Gruzji) – ksiądz katolicki, doktor filozofii, wykładowca seminarium duchownego, podróżnik.
Studiował na Akademii Wychowania Fizycznego w Gdańsku, skończył Wyższe Seminarium Duchowne w Ełku, w 1998 przyjął święcenia kapłańskie.
Podróże zaczynał będąc jeszcze uczniem liceum w Sokółce. Wiele czasu spędzał na pieszych wędrówkach po Tatrach. Na początku lat 90. XX wieku wyruszył poza granice Polski i autostopem przemierzył niemal całą Europę. W poszukiwaniu pracy sezonowej odwiedził Szwecję, Finlandię, Norwegię. Później podróżował po takich krajach jak Słowacja, Czechy, Niemcy, Francja, Szwajcaria i Włochy, a następnie obrał kierunek wschodni na Litwę, Białoruś i Rosję. Po ukończeniu liceum w Sokółce (w którym pracował później jako nauczyciel wychowania fizycznego) wstąpił do Wyższego Seminarium Duchownego w Ełku. Po pierwszym roku studiów wyjechał do Stanów Zjednoczonych, gdzie spędził dwa lata. Przez pewien czas mieszkał na Alasce, pracował także na kutrze rybackim. Po ukończeniu studiów został wikariuszem w parafii Ducha Świętego Pocieszyciela w Giżycku. Na Uniwersytecie Stefana Wyszyńskiego w Warszawie doktoryzował się z filozofii i misjologii. 
Między europejskimi wyprawami odbywał piesze, rowerowe lub samochodowe wyprawy po Polsce. Był duchowym i podróżniczym przewodnikiem młodzieży, m.in. w rajdach po Mazurach i Pomorzu. W 1998 wraz z księdzem Szymonem Klimaszewskim, zdobył najwyższy szczyt Uralu – Narodnaja. Był także zapalonym kajakarzem, brał udział w spływach polskimi rzekami: Biebrzą, Czarną Hańczą, a także Kanałem Augustowskim.
Dwukrotnie pływał po Bajkale, najgłębszym jeziorze świata. W 1999 roku w 18 dni wraz ze współtowarzyszami (Cezarym Aniśko i Szymonem Klimaszewskim) pokonał 1000 km zachodniego wybrzeża. Na wody Bajkału powrócił w 2001 z Szymonem Klimaszewskim, bratem Arturem i Piotrem Mozyro. Tym razem podróżnicy pokonali wschodnie wybrzeże. Po zakończeniu wyprawy zapisał w pamiętniku: 

Dlaczego akurat Bajkał? Nie wiem. Myśl się narodziła i pragnienie by to zrobić i to wszystko. Lubię to. Nie wiem, dlaczego. Rozum jest mały by pojąć takie rzeczy. Czy marzenia można zmieścić tylko w logice? Na pewno nie.

Na kajaku opłynął także wyspę Magerøya, na której znajduje się Przylądek Północny, oraz archipelag Lofoty na Morzu Norweskim. W 2001 dowodził kajakową wyprawą wzdłuż Półwyspu Krymskiego, która zakończyła się aresztowaniem przed daczą Władimira Putina. Rok później powrócił w regiony Skandynawii, opływając na kajaku Wyspy Alandzkie na Morzu Bałtyckim.
W 2003 wraz z bratem Tomaszem i ks. Piotrem Mozyro spłynęli na kajakach największą rzeką wschodniej Syberii - Leną. Podróżnicy w 72 dni pokonali 4400 km z Kacziugi do Tiksi. Był to pierwszy udokumentowany spływ kajakowy na tej rzece, odbyty w trudnych warunkach - Lena na końcowym odcinku bardziej przypominała morze niż rzekę, wędrówkę bardzo utrudniały muszki, gzy i komary oraz kłęby dymu wydobywającego się z płonącej tajgi. Za tę podróż Dariusz Sańko wraz z Piotrem Mozyro i Tomaszem Sańko zostali uhonorowani wyróżnieniem w kategorii Wyczyn Roku nagrody podróżniczej Kolosy 2003.
W 2004 ponownie wyprawił się na północ Europy, aby opłynąć na kajaku wyspę Bornholm. Rok później na Morzu Barentsa i Morzu Norweskim wraz z towarzyszami opłynął najdalej wysunięte na północ wyspy Europy (Kvaløya, Rolvsøya, Hjelmsøya, Masøya, Magerøya, Soroya, Seilandsjøkelen). Po wyprawie zapisał w pamiętniku: 

Sztormy, wiatry, co zwiewają z nóg, piękno dziewiczej przyrody, którą chroni się przed ludźmi surowy klimat tych regionów, romantyzm przygody morskiej - to jest to. Cóż więcej człowiekowi do szczęścia jeszcze potrzeba? Podczas takiej wyprawy człowiek znajduje się jakby w innym wymiarze swego istnienia. Czuje życie bardziej intensywnie.

Ostatnią wyprawą Dariusza Sańko oraz Szymona Klimaszewskiego była wspinaczka na Kazbek (5048 m n.p.m.) leżący w górach Kaukaz. W drodze na szczyt obaj księża ponieśli śmierć. Ich ciała ratownicy odnaleźli 22 lutego 2006.